# چارلز هاید
چارلز هاید (انگلیسی: Charles Haid؛ زادهٔ ۲ ژوئن ۱۹۴۳) یک هنرپیشه و کارگردان فیلم اهل ایالات متحده آمریکا است.
از فیلم‌ها یا برنامه‌های تلویزیونی که وی در آن نقش داشته است می‌توان به احوال دگرگون‌شده، سومین معجزه و داستان الیور اشاره کرد.
وی همچنین برندهٔ جوایزی همچون جایزه انجمن کارگردانان آمریکا شده است.